# Зубжицкий-Сас, Ян Кароль
Ян Кароль Зубжицкий-Сас (25 июня 1860, Толстое — 4 августа 1935, Львов) — польский архитектор, историк и теоретик архитектуры.

## Биография и деятельность
Родился 1860 года в городке Толстое. В Станиславове (ныне Ивано-Франковск) окончил реальную школу и императорско-королевскую гимназию. В течение 1878—1884 гг. учился на строительном факультете Львовской политехники (по другим данным — начал обучение в 1875 году). Был членом Политехнического общества во Львове в 1884—1887 и в 1894—1898 годах, а также с 1913 года. В 1885 году получил диплом инженера строительства. В 1886 году работал во Львовской политехнике. В том же году уехал в Краков.

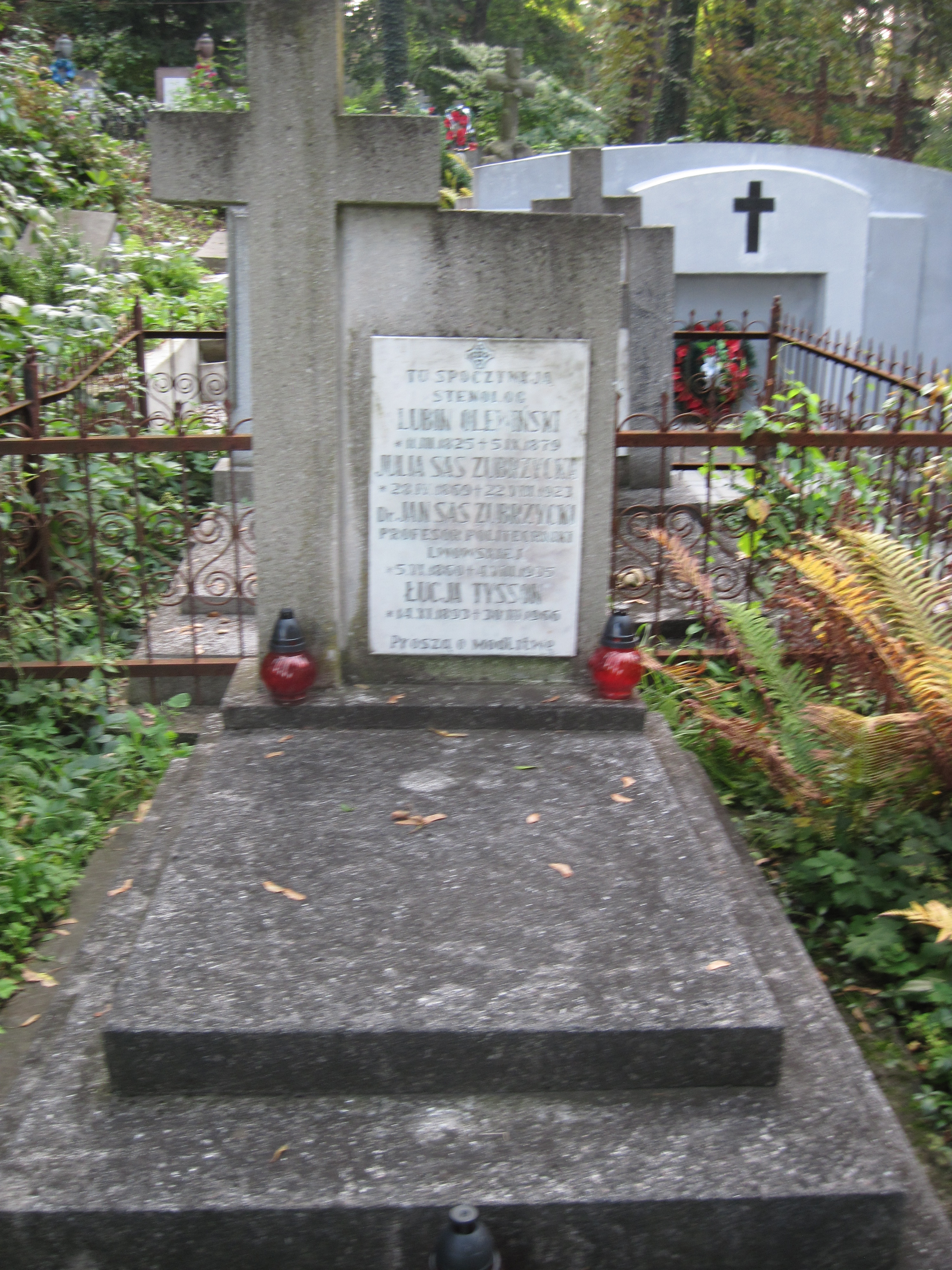
Надгробие Яна Саса-Зубжицкого

С 1900 года член редакции краковского журнала «Architekt», в 1905—1907 годах главный редактор. С 1905 1912 г. работал инспектором городского строительства в Кракове. Получив в 1912 году должность чрезвычайного профессора и руководителя кафедры архитектуры и эстетики, переехал во Львов на постоянное проживание. В 1919—1929 годах преподавал историю архитектуры. Выйдя на пенсию 1929 году. 27 ноября того же года за педагогическую, научную и художественную деятельность был отмечен Командорским крестом Ордена Возрождения Польши. Продолжал работать в области теории архитектуры, занимался проектированием новых сооружений. Умер в 1935 году во Львове. Похоронен на Лычаковском кладбище. Во Львове в 1938—1944 годах именем Зубжицкого называлась улица, которая ныне называется Звездная (часть улицы Любинской). Потомки Зубжицкого проживают во Львове.
Оставил немалое творческое наследие, в частности: «Философия архитектуры, её теория и эстетика» (1894), «Жовква — описание достопримечательностей» (1901), «Оборонный костел в Бобрке возле Львова» (1905), «Краткая история искусства» (1914—1916), «Достопримечательности города Львова» (1928), «Город Ярослав и его памятники». Издал отдельной книгой диссертацию «Развитие готики в Польше с конструктивной и эстетической точки зрения» (1895). Иллюстрировал труды собственными рисунками, которых выполнил несколько тысяч. Экспонировал рисунки образцов деревянной архитектуры на выставке в дворце Чапских в Кракове (13 апреля — 15 мая 1905 года).
Член Научного общества во Львове, Общества опеки над памятниками искусства, член-корреспондент «Гроздья консерваторов Восточной Галиции». Отмечен наградами Австро-Венгрии и Польши.

## Здания

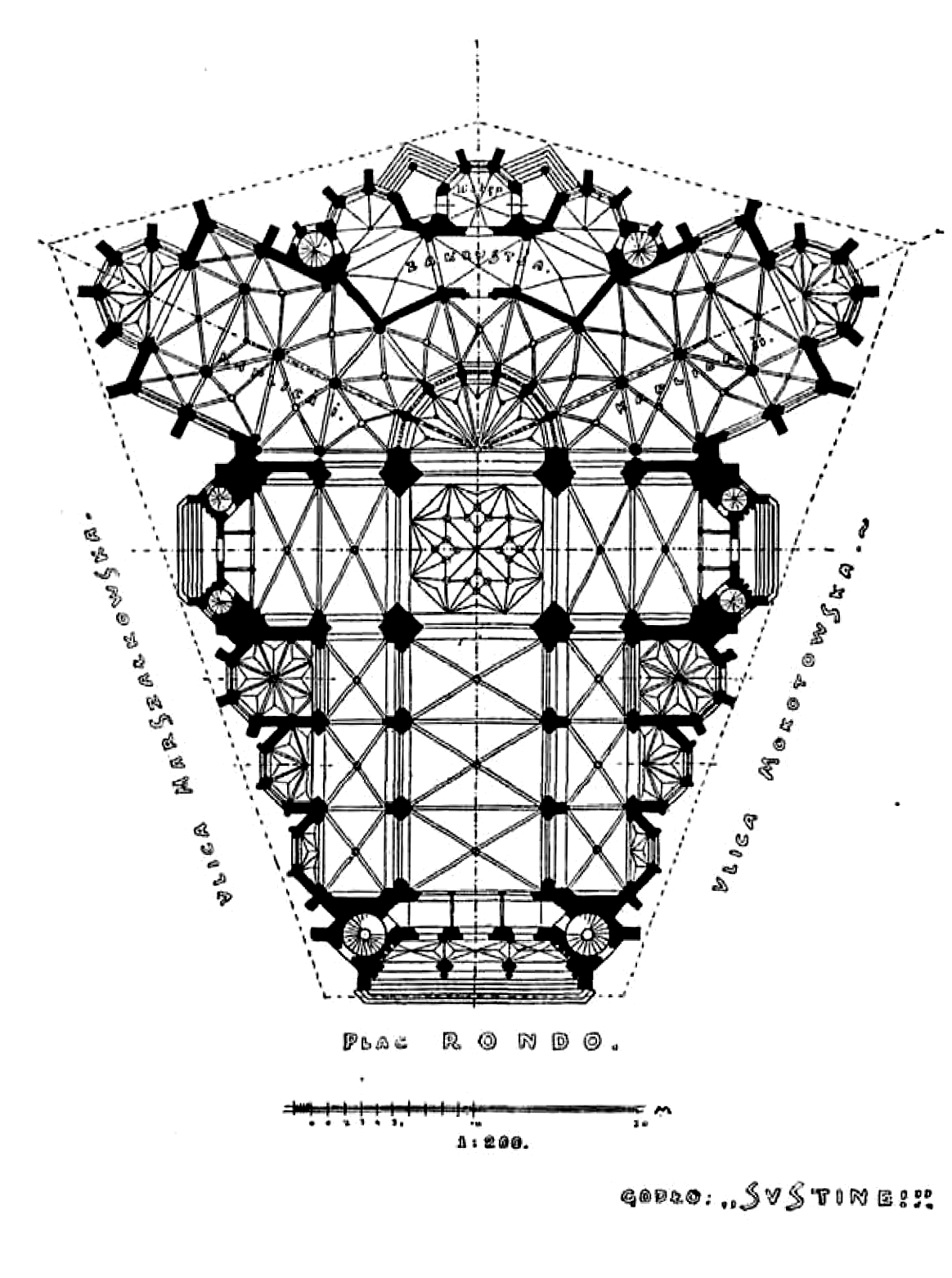
План костела Христа Спасителя в Варшаве (1901)

По проектам Зубжицкого построено 45 храмов, в 15 храмах осуществлена перестройка. Был также автором жилых и общественных сооружений.
- Костел св. Станислава в Козовой (1902, Тернопольская область)
- Проект перестройки костела доминиканского монастыря в Тарнобжеге на улице Костюшко, 2. Храм получил при главном фасаде две башни (северная недостроенная), надстроил крухту, добавил две боковые нефы. Работы завершены до начала Первой мировой, во время которой храм был сильно поврежден артобстрелом.[9]
- Костел св. Иосифа вблизи Коломые (1908).
- Костел св. Станислава в Чорткове (1910).
- Костел воздвижения Святого Креста в селе Хмелиска (1930, Тернопольская область.).
- Костел св. Франциска и монастырь капуцинов во Львове (1930).
- Церковь Архистратига Михаила в Толстом (1912).
- Костел Святой Троицы в Толстом (1912).
- Ратуши в городах Йорданув, Неполомице[10].
- Собственная каменница на аллее Словацкого, 7 в Кракове. Реставрирована в 2000-х.[7]

Нереализованные
Зубжицкий — автор ряда нереализованных проектов: костел в Сокале, дом музыкального общества в Станиславове (1890), Промышленный музей (1897) и Дворец искусств в Краков (1898), проект новой ратуши во Львове (1898), ратуша в Ланьцуте (1907). Конкурсный проект костела Христа Спасителя в Варшаве (1901) получил лишь серебряную медаль, однако его удалось реализовать несколько позже в Кракове, в местности Подгуже.

## Галерея

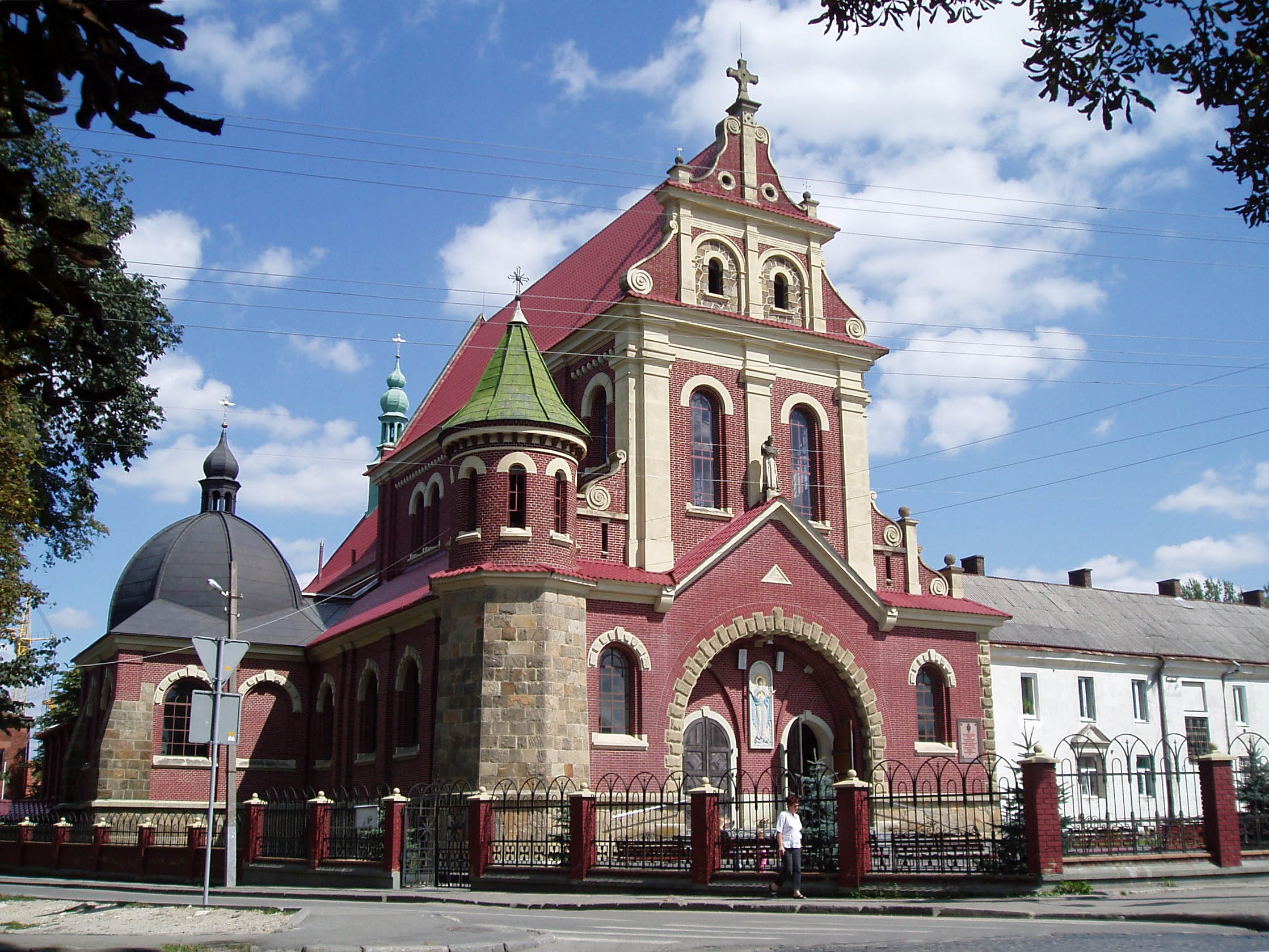
Бывший костел св. Франциска во Львове (1930)
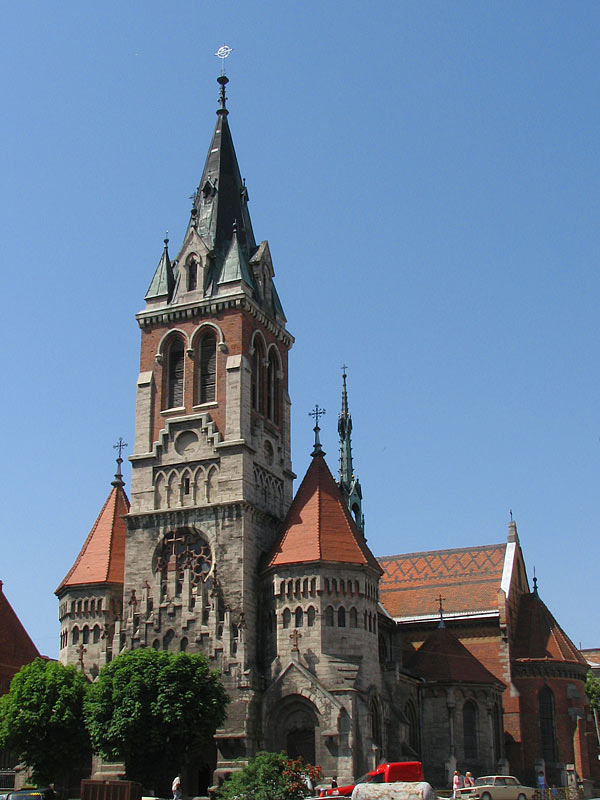
Костел св. Станислава в Чорткове (1910)
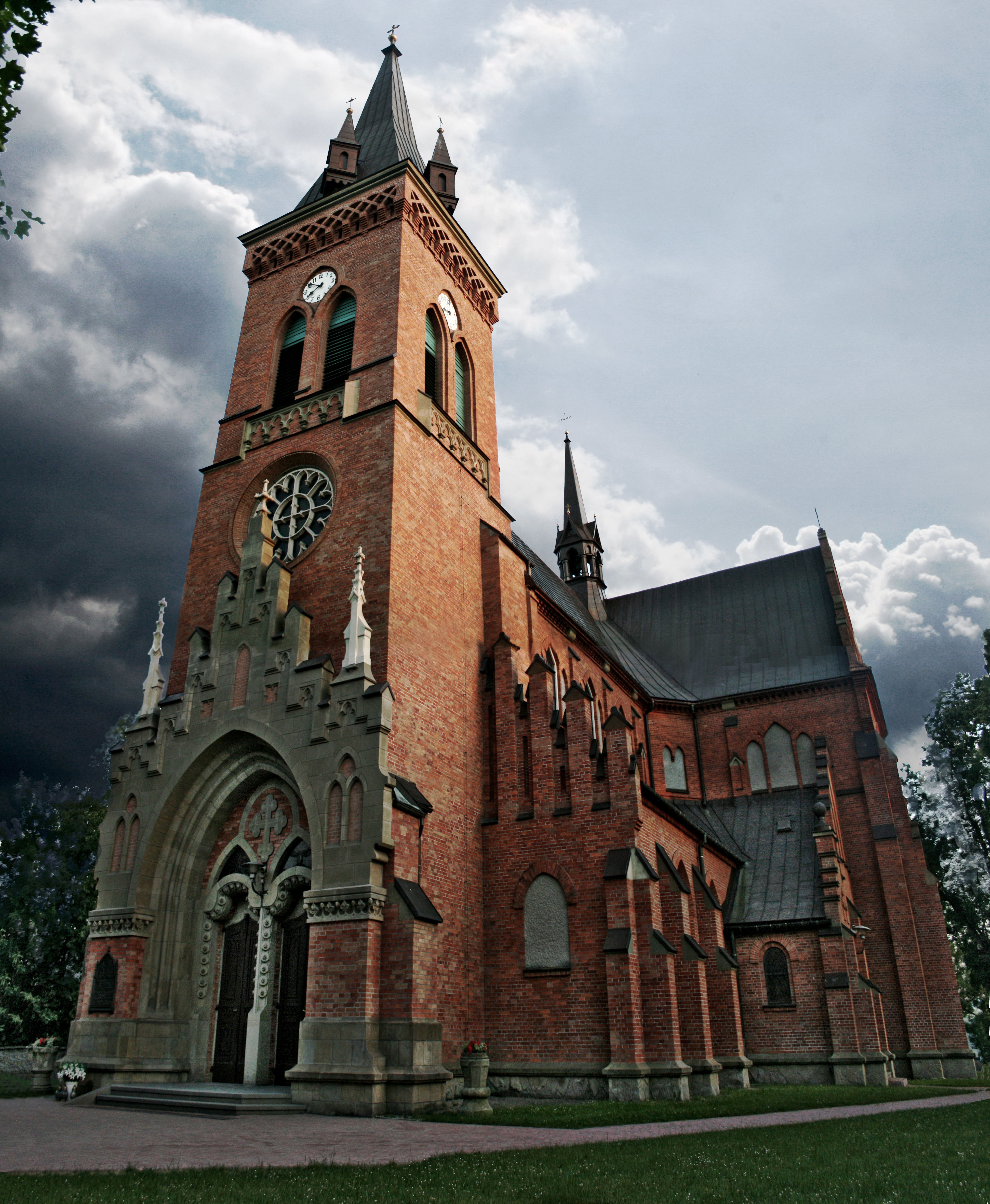
Костел в городе Йорданув (1912)
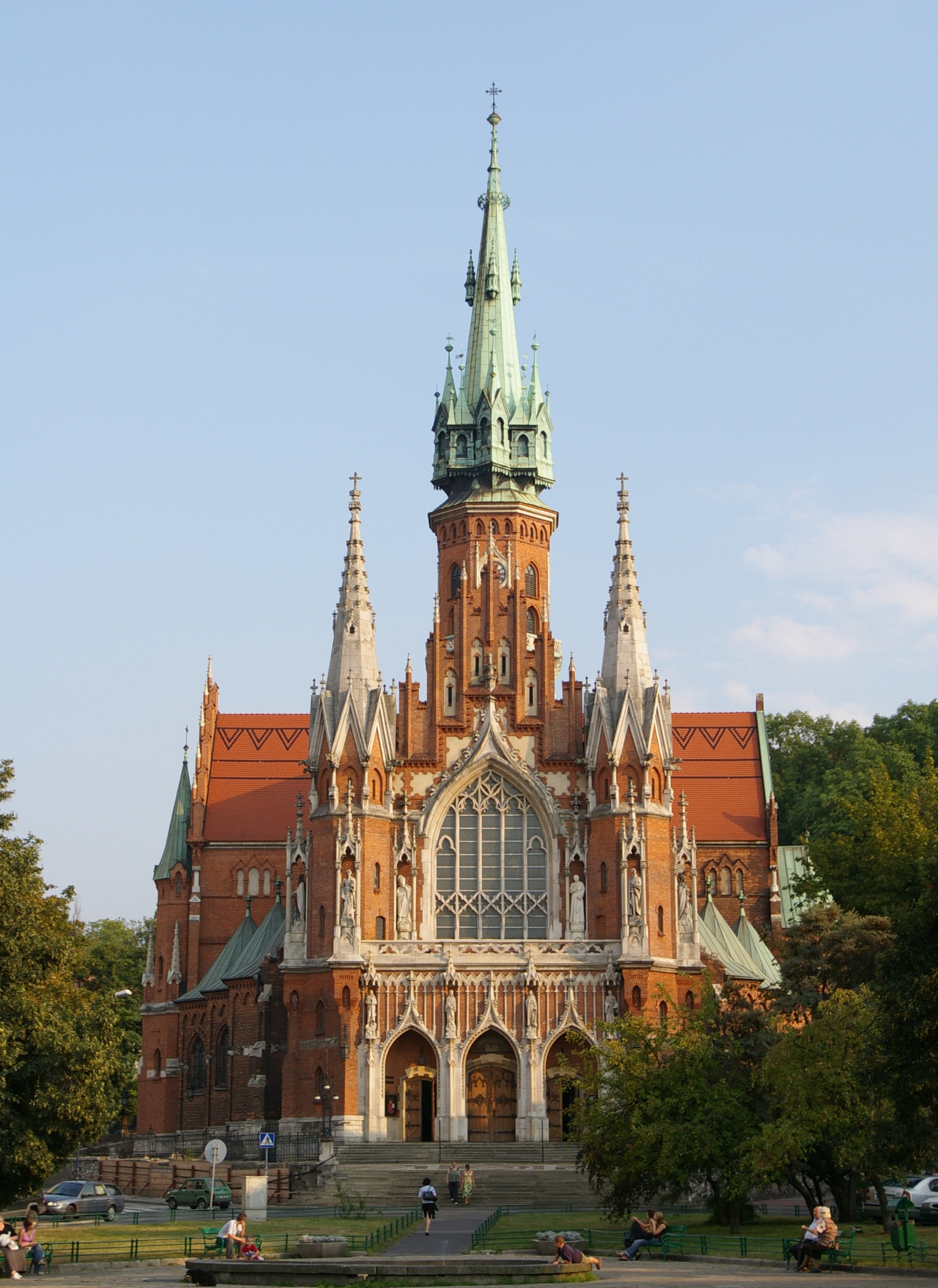
Костел св. Юзефа, Краков (1909)
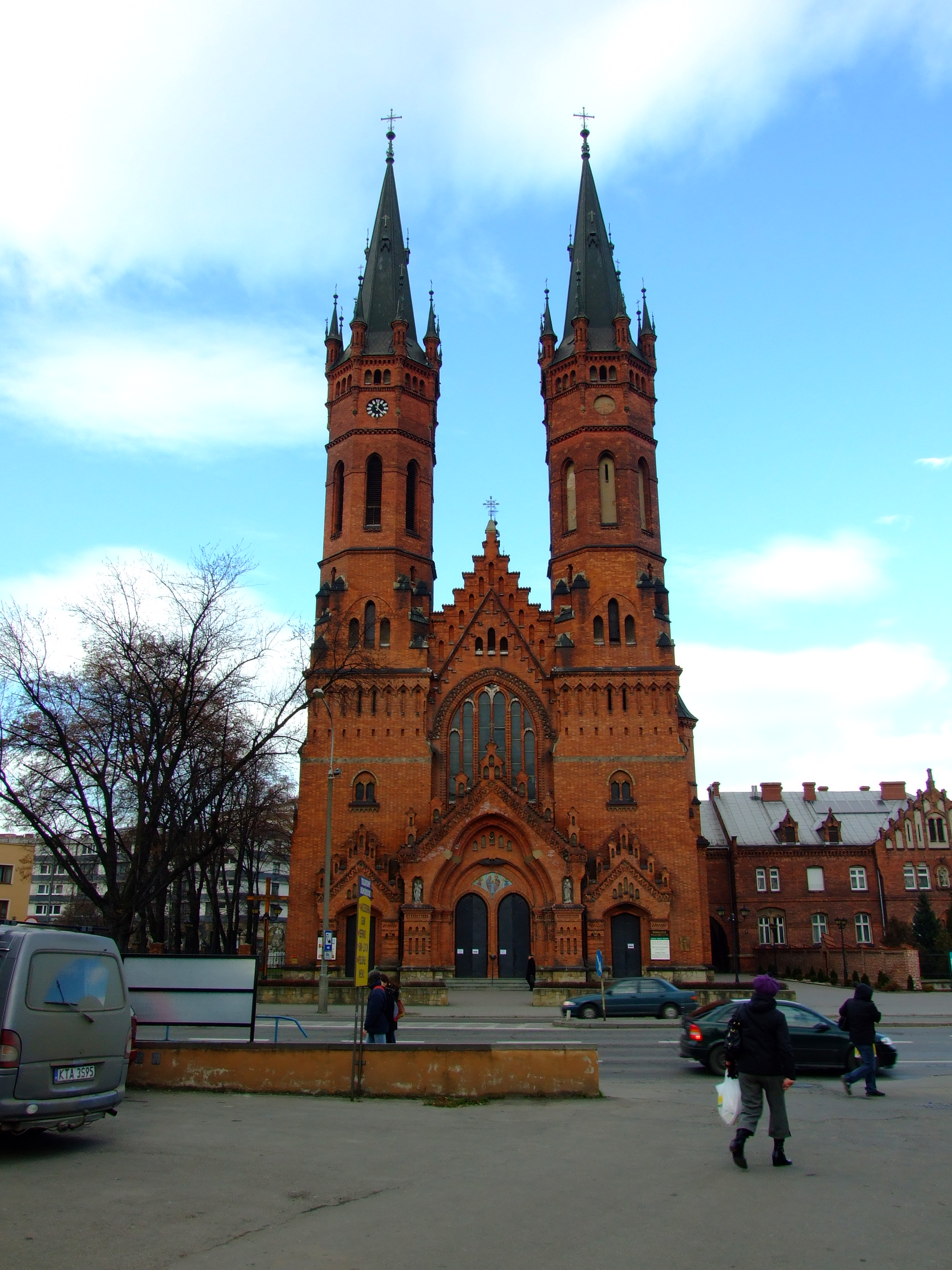
Костел Святой Семьи, Тарнув (1906)
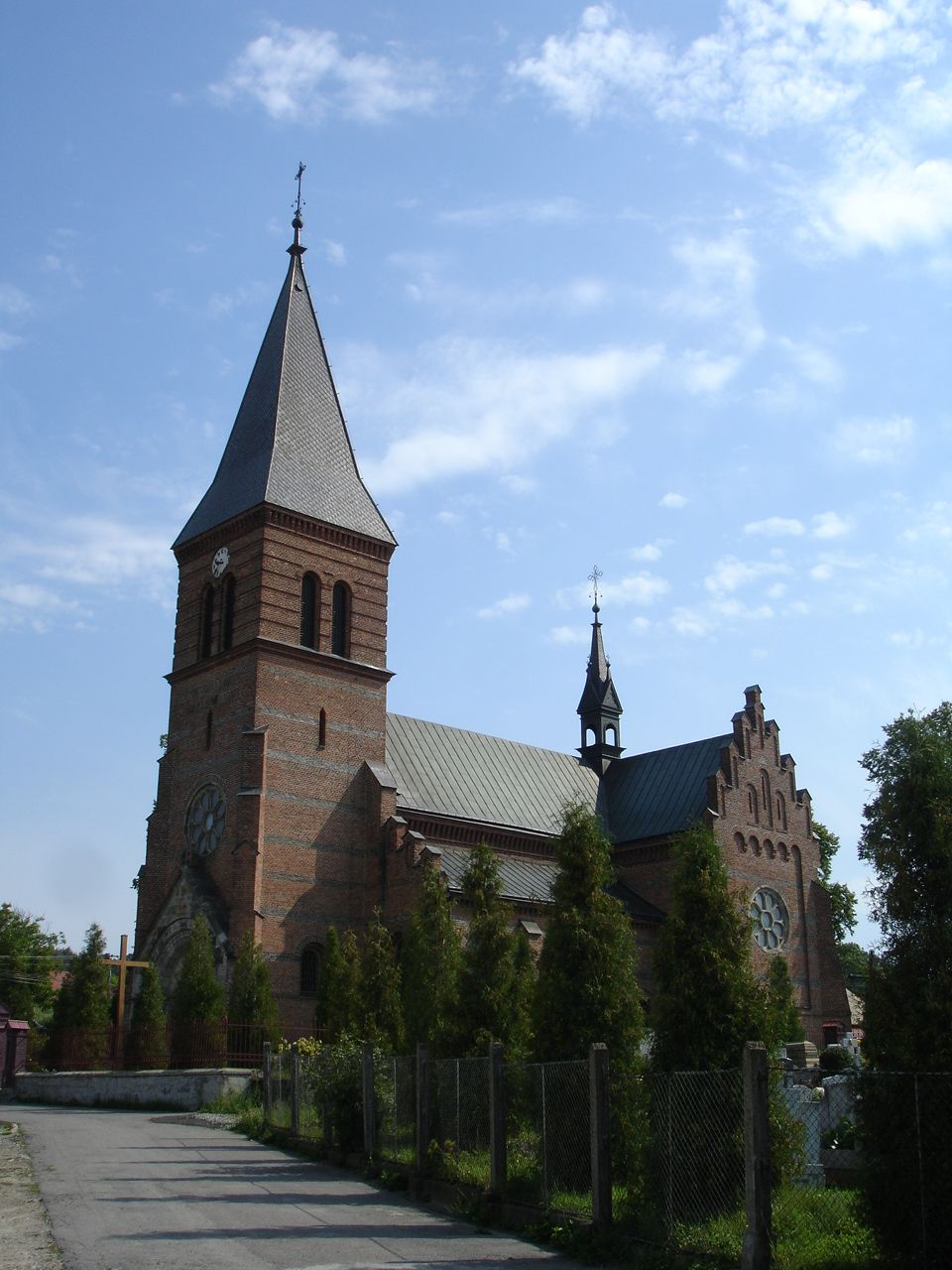
Костел св. Станислава в селе Тшесьнюв
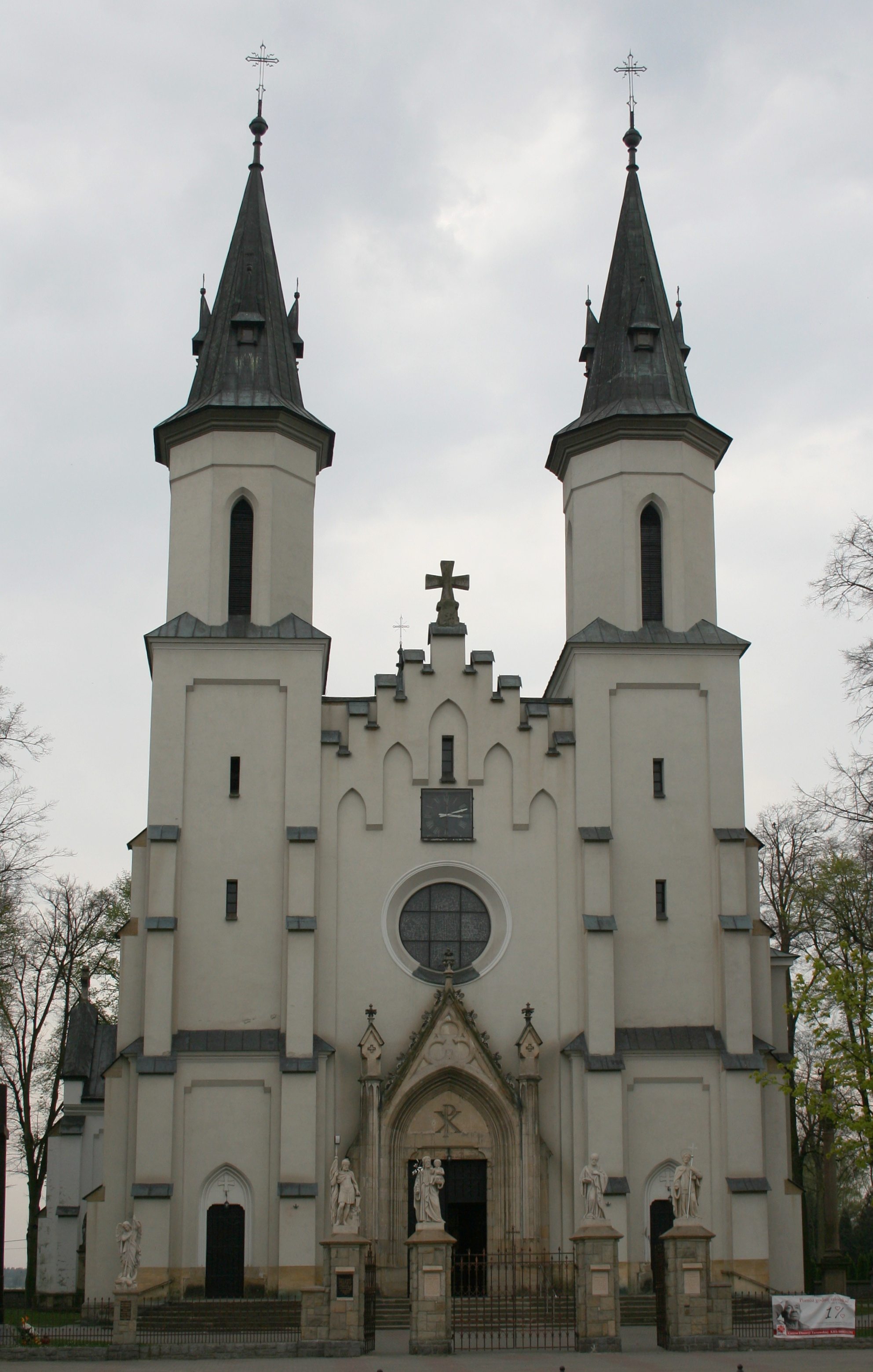
Костел св. Варфоломея в селе Щурова (1897)
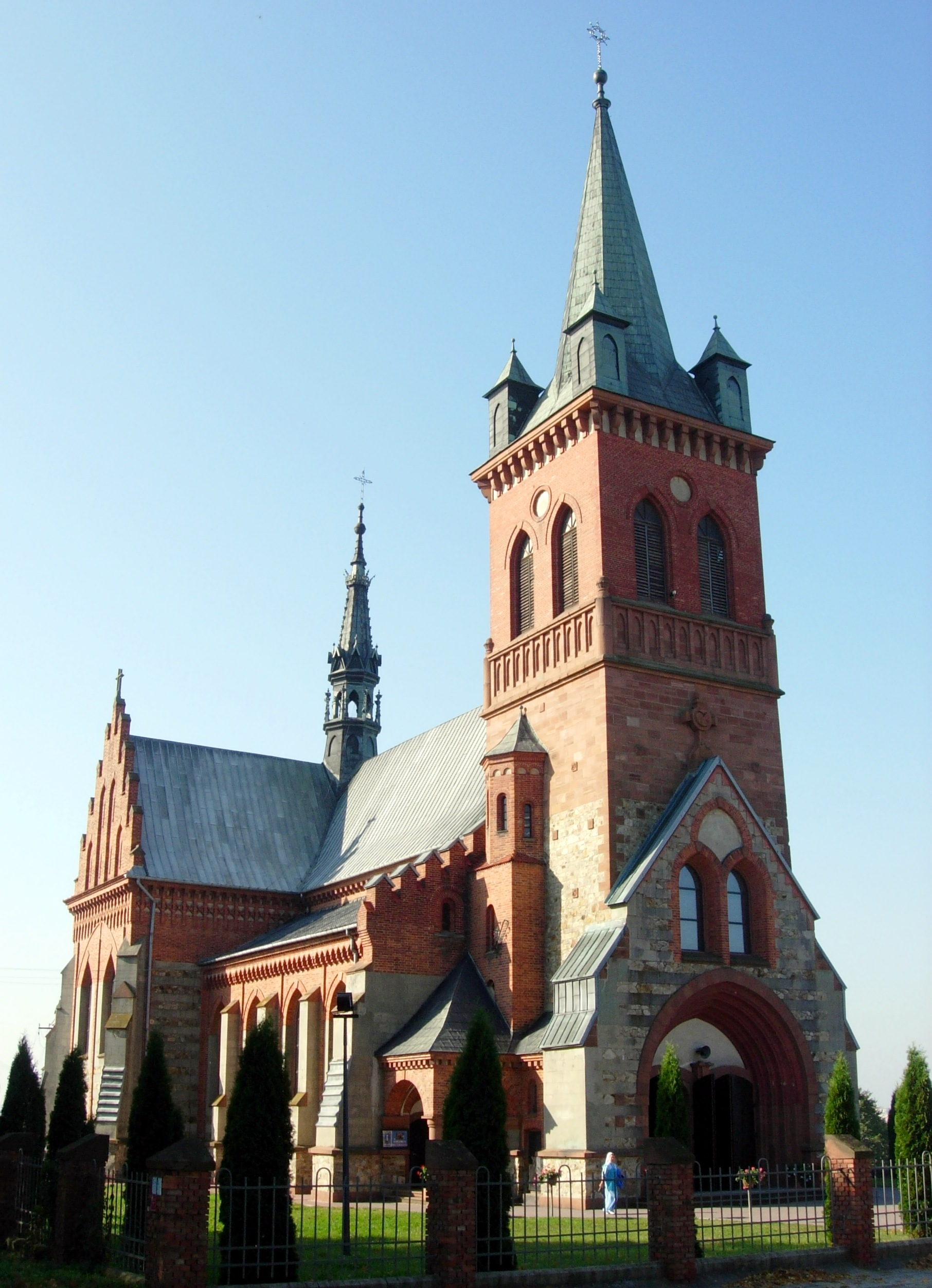
Костел в селе Маслув (1926—1937)
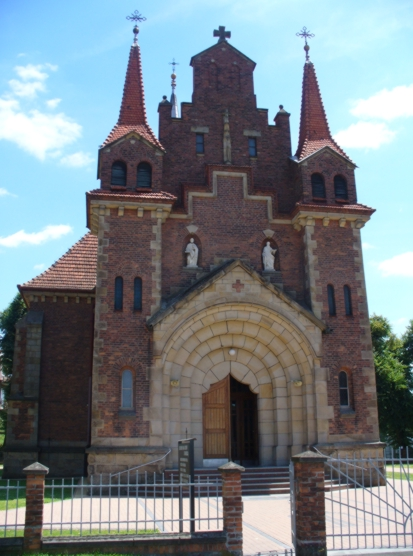
Костел св. Анны в селе Лапчиця (1933)
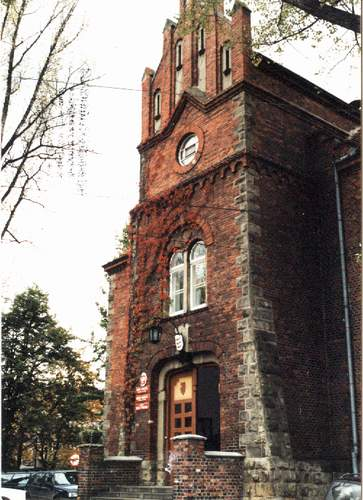
Ратуша в городе Йорданув